# Список пресмыкающихся, занесённых в Красную книгу Таджикистана
В данный список включены 31 вид и подвид пресмыкающихся, вошедших во второе издание Красной книги Республики Таджикистан (2015), что на десять видов и подвидов больше, по сравнению с предыдущим изданием. Статус 10 видов и подвидов, ранее включённых в книгу, был пересмотрен в сторону увеличения рисков исчезновения; снижения охранных статусов не производилось.
В книгу включены преимущественно представители псаммофильной герпетофауны юго-западного Таджикистана, снижение численности которой связывают с уничтожением песчаных биотопов в ходе обводнения и распашки в Хатлонской области, где в период с 2000 по 2010 год был зафиксирован рост сельского населения на 20 %, спровоцировавший активное включение целинных земель в хозяйственное использование. Однако аридные биотопы, типичные для пресмыкающихся этого региона, не восстанавливаются в полной мере даже при осуществлении впоследствии природоохранных мер, как было установлено на примере изучения герпетофауны пустынь, прилегающих к истоку Амударьи. Помимо сокращения естественных ареалов пресмыкающихся, дополнительным фактором снижения численности для включённой во второе издание среднеазиатской черепахи является браконьерский отлов местным населением с коммерческой целью, несмотря на введённый запрет со стороны правительства республики (так только в 2007—2009 годах по оценкам было выловлено не менее шестнадцати тысяч особей этого вида). Также отмечены массовые случаи поимки змей для использования их в качестве ингредиентов народной медицины (восточный удавчик, обыкновенная слепозмейка).
По причине расширения ареала из Красной книги был исключён каспийский голопалый геккон. В книгу, несмотря на полное исчезновение в начале XXI века на севере страны, не была включена степная гадюка ввиду отсутствия данных о суммарной численности и её динамике в Таджикистане.
Обозначения охранного статуса МСОП:
- CR — в критическом состоянии
- DD — недостаточно данных
- EN — под угрозой исчезновения
- LC — минимальный риск
- NE — угроза не оценивалась (вид отсутствует в списке МСОП)
- NT — близкие к переходу в группу угрожаемых
- VU — в уязвимости

Названия отрядов, семейств и видов приведены в алфавитном порядке. Латинские названия видов и подвидов, а также систематическое разделение их по таксонам, приведены в соответствии с использованными в Красной книге Республики Таджикистан.
Отдельным цветом выделены:
 Новые виды, включённые в издание 2015 года.
| Иллюстрация                                           | Название                                                                                       | Охранный статус в Красной книге Таджикистана/ Распространение и численность на территории Таджикистана | Охранный статус МСОП | Прим.  |
| ----------------------------------------------------- | ---------------------------------------------------------------------------------------------- | --- | -------------------- | ------ |
| Отряд Черепахи (Testudines)                           |                                                                                                | |                      |        |
| Подотряд Скрытошейные черепахи (Cryptodira)           |                                                                                                | |                      |        |
| Семейство Сухопутные черепахи (Testudinidae)          |                                                                                                | |                      |        |
|                                                       | Среднеазиатская черепаха (Agrionemys horsfieldii)                                              | VU. Уязвимый Распространение: Песчаные холмистые местности с эфемерной растительностью в долинах рек юго-западного Таджикистана (Кафирниган, Вахш, Пяндж) и прилегающих предгорных районов (Бабатаг, Каратау, Гиссарский, Зеравшанский, Кураминский, Каратегинский, Ваханский, Вахшский, Туркестанский хребты), а также вблизи насаждений бахчевых культур. Численность: Наибольшая концентрация в природных местах обитания юго-запада страны не превышала 10 особей на гектар по состоянию на 2013—2014 год. В долине Сырдарьи отмечаются единичные встречи вида. | VU                   | [ 8 ]  |
| Отряд Чешуйчатые (Squamata)                           |                                                                                                | |                      |        |
| Подотряд Змеи (Serpentes)                             |                                                                                                | |                      |        |
| Семейство Аспидовые (Elapidae)                        |                                                                                                | |                      |        |
|                                                       | Среднеазиатская кобра (Naja oxiana)                                                            | EN. Вымирающий Входит в перечень видов, указанных в Приложении № 1 Конвенции CITES Распространение: Расщелины, населённые грызунами, каменистые и скалистые склоны в долинах Вахша и Кафирнигана, в общине Кумсангир, Дангара, районах Абдурахмана Джами, Темурмалик и Хамадони, заповеднике «Тигровая балка», на Гиссарском хребте. Также встречается в руинах жилых домов и на полях. Численность: В прошлом в окрестностях Дангары и Кумсангира отмечалось от 3 до 7 кобр на маршруте 6—18 км. В настоящее время на ту же дистанцию приходится в среднем 1 случай. | DD                   | [ 9 ]  |
| Семейство Гадюковые (Viperidae)                       |                                                                                                | |                      |        |
|                                                       | Песчаная эфа (Echis carinatus multisquamatus) В книге рассматривается как Echis multisquamatus | EN. Вымирающий Распространение: Местности с обилием песка или песчаника на высотах от 300 до 950 м над уровнем моря, заброшенные дома, сельскохозяйственные оросительные каналы в нижнем течении Вахша и Кафирнигана, община Кумсангир, Кабодиён, Айвадж, озёра близ притоков Амударьи (Шуркуль, Джиликуль), заповедник «Тигровая балка». Ранее вид встречался в районе Ганчи и Бешкента. Численность: В 1950-х годах в южном Таджикистане ежегодно фиксировалось от 2 до 5 случаев встречи вида на маршруте 6—12 км. В настоящее время регистрируется 1 случай на 35—40 км | NE                   | [ 10 ] |
|                                                       | Среднеазиатская гюрза (Macrovipera lebetina turanica)                                          | VU. Уязвимый Распространение: Арыки, поля и оросительные каналы, кустарниковые и каменистые местности на высоте 300—2800 м над уровнем моря в долинах рек Кафирниган, Вахш, Пяндж, Обихингоу, Зеравшан, Бартанг, район Тавилдары и окрестности Памирского ботанического сада в Хороге. Численность: В прошлом в районах обитания отмечалось от 3 до 7 особей на маршруте 5—10 км. В настоящее время по оценкам на дистанцию 10 км приходятся 1—2 змеи. | NE                   | [ 11 ] |
| Семейство Ложноногие (Boidae)                         |                                                                                                | |                      |        |
|                                                       | Восточный удавчик (Eryx tataricus)                                                             | EN. Вымирающий Распространение: Песчаные и галечные местности западного Таджикистана с редкой растительностью и популяциями грызунов, ящериц и птиц в долинах Сырдарьи, Зеравшана, Варзоба, Кафирнигана, Вахша и Яхсу, в окрестностях Муминабада, Гиссара, Бальджувона, Московского, горы Ходжамумин. Изредка встречается на горных хребтах на высоте от 400 до 2000 м над уровнем моря. Численность: В прежние годы на маршруте 6—12 км фиксировалось от 1 до 5 змей. В настоящее время на участке той же длины отмечается не более 1—2 особей. | NE                   | [ 12 ] |
| Семейство Слепозмейковые (Typhlopidae)                |                                                                                                | |                      |        |
|                                                       | Обыкновенная слепозмейка (Typhlops vermicularis)                                               | EN. Вымирающий Распространение: Травянистые или скалистые местности на высоте 800—1900 м над уровнем моря, ущелья в долинах рек Сырдарья, Вахш, Таирсу, Кызылсу, побережья рек Яхсу и Варзоб, Гиссарский и Каратегинский хребты, Бабатаг, Шахристан, окрестности Истаравшана, Шайдона и Бальджувона. Численность: Ранее ежегодно фиксировалось от 2 до 5 животных на маршруте 6—20 км. В настоящее время регистрируется 1 случай на 10 км | LC                   | [ 13 ] |
| Семейство Ужеобразные (Colubridae)                    |                                                                                                | |                      |        |
|                                                       | Поперечнополосатый волкозуб двухцветный (Lycodon striatus bicolor)                             | EN. Вымирающий Распространение: Высокотравье и тугаи, каменистые местности у подножья гор с обилием многолетников на высоте 400—1600 м над уровнем моря в долинах рек Сырдарья, Пяндж, Вахш, Кафирниган, Кызылсу, на Гиссарском хребте, у источников Хаватаг, в Кабодиёне, в заповедниках «Рамит» и «Тигровая балка». Численность: В районах обитания крайне редок — на маршруте 3—4 км случаи встречи вида не носят систематического характера. | NE                   | [ 14 ] |
| Фотография поперечнополосатого полоза                 | Поперечнополосатый полоз (Platyceps karelinii)                                                 | EN. Вымирающий Распространение: Ареал включает локальные популяции западного Таджикистана — Канибадамский, Исфаринский, Кубодиёнский районы, окрестности Худжанда, Айваджа. В нижнем течении Вахша и Кафирнигана населяет полупустыни, сельскохозяйственные угодья и отмечается вблизи жилых построек. Численность: Современные оценки численности на территории страны отсутствуют. В районах обитания отмечаются единичные случаи встречи вида. Одной из причин сокращения популяции является уничтожение змей местными жителями. | NE                   | [ 15 ] |
|                                                       | Черноголовая индийская бойга (Boiga trigonata melanocephala)                                   | EN. Вымирающий Распространение: Глинястые и песчаные полупустыни с зарослями джузгуна, саксаулов и травянистым покровом в долинах Вахша и Кафирнигана (заповедник «Тигровая балка», Айвадж, источники Чилучорчашма). В прошлом подвид населял окрестности Кумсангира, Бешкента и Курган-Тюбе. Численность: В 2012 году в песчаных местностях заповедника «Тигровая балка» в течение 5 суток было зафиксировано 2 особи. | LC                   | [ 16 ] |
|                                                       | Чешуелобый полоз (Spalerosophis diadema)                                                       | CR. Находится в критическом состоянии Распространение: Песчаные или глинистые пустоши (с обилием такыров) в долинах Вахша и Кафирнигана (окрестности Айваджа, Кабодиёна, Кумсангира, Бешкента, заповедник «Тигровая балка», заказник Каратау, хребет Бабатаг), побережье Кайраккумского водохранилища. Численность: В 1960-х годах на маршруте 10—15 км в течение 7—8 часов наблюдений фиксировались 1—3 особи (местами 4 особи). Начиная с 1990-х годов, численность резко сократилась, и вид стал крайне малочисленным. | NE                   | [ 17 ] |
| Подотряд Ящерицы (Lacertilia)                         |                                                                                                | |                      |        |
| Семейство Агамовые (Agamidae)                         |                                                                                                | |                      |        |
| Фотография бухарской агамы                            | Бухарская агама (Paralaudakia bochariensis) В книге рассматривается как Paralaudakia chernovi  | VU. Уязвимый Распространение: Скалистые местности на высоте 900—1400 м над уровнем моря с преобладанием красного песчаника (Зеравшанский хребет, Гиссарский хребет, долина реки Матча, окрестности Нурека). В северном Таджикистане встречается на Туркестанском хребте, в Раштском и Матчинском районе на высоте 1900—2000 м над уровнем моря. Численность: В 2015 году близ кишлака Лангар Вахдатского района в течение 4—5 часов поисков было обнаружено 2 особи. | LC                   | [ 18 ] |
|                                                       | Кавказская агама (Laudakia caucasia) В книге рассматривается как Paralaudakia caucasia         | EN. Вымирающий Распространение: Побережья, мелководье и высохшие русла рек, горные склоны и расщелины, заросли кустарников, арчи и фисташки с каменистой почвой в Дарвазе, заповеднике «Дашти Джум», долине Пянджа, на хребте Хазратишох на высотах 700—1400 м над уровнем моря. Численность: В 2011 году близ урочища Яхчипун на отрезке в 4—5 км зафиксировано 3 особи, в урочище Кизир на отрезке 1—2 км — также 3 особи. | LC                   | [ 19 ] |
| Фотография круглоголовки Штрауха                      | Круглоголовка Штрауха (Phrynocephalus strauchi)                                                | EN. Вымирающий Распространение: Песчаные или скалистые местности с ксерофитной растительностью (верблюжья колючка, полынь) на северо-западе Таджикистана (долина Сырдарьи, окрестности Кайраккумского водохранилища, Канибадам, Аштский район). Численность: В 1970-х годах вид был многочисленным: в 1977 году близ Канибадама на 1,5—2 км была зафиксирована 21 ящерица. В 1979 году в Аштском районе на той же дистанции — 37 особей. Из-за увеличения посевных площадей и пастбищ численность резко сократилась. | VU                   | [ 20 ] |
| Фотография сетчатой круглоголовки                     | Сетчатая круглоголовка (Phrynocephalus reticulatus)                                            | EN. Вымирающий Распространение: Пустыни с ксерофитной растительностью (верблюжья колючка, полынь) юго-запада Таджикистана (долины Вахша и Кафирнигана, исток Амударьи, близ кишлаков Кабодиён, Кумсангир, Бешкент, заповедник «Тигровая балка»). Численность: В 1986 году близ колхоза «Искра» (Шаартуз) в течение 30 минут поисков было поймано 17 особей. В 2007 году в районе Бешкента в течение 2 часов было регистрировалось 4—5 ящериц. | LC                   | [ 21 ] |
| Фотография согдийской круглоголовки                   | Согдийская круглоголовка (Phrynocephalus interscapularis sogdianus)                            | EN. Вымирающий Распространение: Песчаные местности с небольшими вкраплениями псаммофитов в заповеднике «Тигровая балка». До начала 1960-х годов вид также встречался в истоке Амударьи, в долинах Вахша и Пянджа, песках Кашкакум и Карадум, окрестностях Кабодиёна. Численность: Современные оценки численности на территории Таджикистана отсутствуют. Наибольшее влияние на популяцию оказывает увеличение пастбищных угодий, уничтожающих естественную среду обитания круглоголовки и сокращающих численность насекомых из рациона ящериц. | NE                   | [ 22 ] |
|                                                       | Такырная круглоголовка (Phrynocephalus helioscopus)                                            | EN. Вымирающий Распространение: Каменистые равнинные местности с зарослями полыни в долине Сырдарьи, у подножия горы Мугул, в Чашмасорском джамоате и пригороде Худжанда. Изредка появляется в песчаных местностях и насаждениях культурных растений. Ранее вид встречался в Исмоилском джамоате, Канибадамском районе окрестностях Гулистона, Исфисора, Чорух-Дайрона, Дехмоя, Исфары. Численность: В 1950-х годах в районах обитания фиксировалось от 6 до 8 особей на маршруте 9—12 км. В настоящее время после уничтожения большей части природного ландшафта предгорных долин северного Таджикистана на численность оценивается в 1—2 особи на 10 га.                                                    | LC                   | [ 23 ] |
|                                                       | Ушастая круглоголовка (Phrynocephalus mystaceus)                                               | EN. Вымирающий Распространение: Кустарниковые заросли джузгуна, эфедры и саксаулов, барханы и холмистые местности в долинах Вахша и Кафирнигана, заповеднике «Тигровая балка», песках Кашкакум, окрестностях Айваджа. Численность: В 1950-х годах в песчаных районах фиксировалось от 2 до 3 особей на отрезке 1—13 км. В настоящее время численность оценивается в 1—2 особи на 1 га. | NE                   | [ 24 ] |
| Семейство Варановые (Varaninae)                       |                                                                                                | |                      |        |
|                                                       | Среднеазиатский серый варан (Varanus griseus caspius)                                          | EN. Вымирающий Входит в перечень видов, указанных в Приложении № 1 Конвенции CITES Распространение: Изолированные заросли джузгуна и саксаулов, солончаки, берега рек с древесной растительностью, поля злаковых на высотах 300—1200 м над уровнем моря в долинах рек Вахш, Кафирниган, Яхсу, Пяндж, Сырдарья, близ кишлаков Кабодиён, Айвадж, Бешкент, община Кумсангир, заповедник «Тигровая балка», гора Ходжамумин, Каратау, хребет Бабатаг, Джарбулак, окрестности Кайраккумского водохранилища. Численность: В 1950-х годах в юго-западном Таджикистане ежегодно фиксировалось от 3 до 5 особей на маршруте 12—16 км. В настоящее время регистрируется 1 случай встречи подвида на 10—20 км             | NE                   | [ 25 ] |
| Семейство Гекконовые (Gekkonidae)                     |                                                                                                | |                      |        |
| Фотография гребнепалого геккона                       | Гребнепалый геккон (Crossobamon eversmanni)                                                    | EN. Вымирающий Распространение: Кустарниковые заросли джузгуна и саксаулов в зоне песчаных и каменистых полупустынь долин рек Вахш, Кафирниган и Пяндж, пески Кашкакум и Карадум, заповедник «Тигровая балка», окрестности Айваджа. Численность: В 1955—1958 годах был обычен в пустынных районах — на маршруте 4—6 км фиксировалось 8—10 взрослых особей. В настоящее время редок во всём ареале на территории страны. | NE                   | [ 26 ] |
| Фотография (недоступная ссылка) панцирного геккончика | Панцирный геккончик (Alsophylax loricatus)                                                     | EN. Вымирающий Распространение: Глинистые такырные и каменистые ландшафты полупустынь долины Сырдарьи, Моголтау, окрестности Худжанда, хлопковые поля Гафуровского района. В прошлом ареал охватывал всё побережье Кайраккумского водохранилища и пригороды Канибадама. Численность: В марте 1958 года в кишлаке Куккурак Согдийской области на маршруте 12 км было зафиксировано 6 особей. В настоящее время изредка имеются отдельные случаи обнаружения близ Кайраккумского водохранилища и в жилых домах. | VU                   | [ 27 ] |
|                                                       | Сцинковый геккон (Teratoscincus scincus)                                                       | EN. Вымирающий Распространение: Преимущественно обитает в песчаных ландшафтах северного и юго-западного Таджикистана: долины нижнего Вахша и Сырьдарьи, исток Амударьи. Исчез из северной части долин Вахша и Кафирнигана, песков Кашкакум, заповедника «Тигровая балка», источников Чилучорчашма, Аштского района, окрестностей Кумсангира, Айваджа, Шаартуза, Канибадама и Кайраккумского водохранилища. Численность: В 1955—1959 годах в районах обитания в среднем наблюдалось около 10 половозрелых особей на 10—12 км. В настоящее время регистрируется от 1 до 4 случаев обнаружения на той же дистанции. На популяции негативно сказывается увеличение систем оросительных каналов и жилой застройки. | NE                   | [ 28 ] |
| Фотография таджикского геккончика                     | Таджикский геккончик (Alsophylax tadjikiensis)                                                 | EN. Вымирающий Распространение: Холмы с каменистым ландшафтам и норами грызунов, а также скалистые массивы южного Таджикистана — окрестности сёл Хуросонского района и района Абдурахмана Джами Хатлонской области. Численность: По сравнению с 1980-ми годами численность относительно возросла. Близ кишлака Сумбула на 1 га площади было обнаружено 15 особей. В 2010 году там же в течение 2 часов поисков было обнаружено 4 геккона. | CR                   | [ 29 ] |
| Семейство Настоящие ящерицы (Lacertidae)              |                                                                                                | |                      |        |
|                                                       | Линейчатая ящурка (Eremias lineolata)                                                          | EN. Вымирающий Распространение: Местности с ксерофитной травянистой растительностью (верблюжья колючка, полынь) в низовьях Вахша и Кафирнигана, пески Карадум, окрестности Айваджа, Кабодиёна и Шаартуза, заповедник «Тигровая балка», источники Чилучорчашма. Численность: В 1950-х годах в песках Карадум в среднем наблюдалось 12 половозрелых особей на 8—12 км. В 1991 в урочище Качгузар в окрестностях Айваджа была отмечена популяция из 12 животных. В 2007 году близ источников Чилучорчашма еженедельно отмечалась поимка 1—2 особей. | LC                   | [ 30 ] |
| Фотография полосатой ящурки Лаздина                   | Полосатая ящурка Лаздина (Eremias scripta lasdini)                                             | EN. Вымирающий Распространение: Пески и песчаные холмы с кустами верблюжьей колючки близ юго-западной границы Таджикистана — низовья Вахша и Кафирнигана, окрестности Айваджа и Джиликуля, пески Кашкакум и Карадум, заповедник «Тигровая балка». Численность: В марте 1955 года в песках Карадум на маршруте 12—18 км отмечалось 14 взрослых особей. В настоящее время популяция сократилась — в той же местности на площади 10 га фиксируется 2—3 ящерицы. | LC                   | [ 31 ] |
| Фотография полосатой ящурки ферганской                | Полосатая ящурка ферганская (Eremias scripta pherganensis)                                     | EN. Вымирающий Распространение: Холмистые песчаные местности долины Сырдарьи и Ферганской долины. Изредка встречается в зарослях саксаулов. Численность: В районах обитания редок. В районе кишлака Патар Канибадамского района Согдийской области на маршруте 1—3 км было зафиксировано 3—4 половозрелые особи. | LC                   | [ 32 ] |
| Фотография сетчатой ящурки                            | Сетчатая ящурка (Eremias grammica)                                                             | EN. Вымирающий Распространение: Пустынные и холмистые местности с различными псаммофитами (саксаул, акация, джузгун) или кустами верблюжьей колючки на правобережье Амударьи — окрестности Айваджа и Кумсангира, заповедник «Тигровая балка», пески Кашкакум и Карадум. Численность: Современные оценки численности на территории Таджикистана отсутствуют. Снижение численности видо связывают с распашкой полупустынных зон близ устья Вахша. | LC                   | [ 33 ] |
|                                                       | Средняя ящурка (Eremias intermedia)                                                            | EN. Вымирающий Распространение: Песчаные площади с ксерофитной травянистой растительностью (преимущественно верблюжья колючка) с наличием укрытий (такыры, крысиные и черепашьи норы, корни саксаулов) в заповеднике «Тигровая балка», песках Кашкакум. В прошлом встречался в устьях рек Пяндж, Вахш, Кафирниган и вблизи Джиликуля. Численность: Современные оценки численности на территории Таджикистана отсутствуют. В 1979 и 1983 годах в районах обитания фиксировалась популяция в 2—3 взрослые особи на 1 га. | LC                   | [ 34 ] |
| Фотография черноглазчатой ящурки                      | Черноглазчатая ящурка (Eremias nigrocellata)                                                   | EN. Вымирающий Распространение: Местности с ксерофитной травянистой растительностью (верблюжья колючка, полынь) в низовьях Вахша и Кафирнигана, окрестностях Айваджа, Кабодиёна, Шаартуза, близ источников Чилучорчашма, заповеднике «Тигровая балка», песках Карадум. В окрестностях Бешкента вид обнаружен вблизи оросительных каналов и на пахотных площадях. Численность: В 1960-х годах в окрестностях Кабодиёна на отрезке 13 км было зафиксировано 30 особей. В 1987 году близ Бешкента на 1 га в течение 30 минут было поймано 17 ящериц. В 2008 году там же в течение 2—3 часов было поймано 2—3 особи.                                                                                              | LC                   | [ 35 ] |
| Семейство Сцинковые (Scincidae)                       |                                                                                                | |                      |        |
|                                                       | Алайский ложный гологлаз (Asymblepharus alaicus)                                               | VU. Уязвимый Распространение: Арчовники и альпийские луга с густой травянистой растительностью на высоте 1800—4000 м над уровнем моря в восточном Таджикистане (долины рек Муксу, Вахш, Обихингоу, Каратегинский и Дарвазский хребты, хребет Петра I, окрестности Хорога и Мургаба, близ озера Яшилькуль). Численность: Популяция крайне ограничена: в районах обитания на маршруте 16—20 км фиксируется не более 1—2 особей. | NE                   | [ 36 ] |
|                                                       | Длинноногий сцинк (Eumeces schneideri)                                                         | EN. Вымирающий Распространение: Склоны холмов с эфемерной растительностью, песчаные местности вдоль оросительных каналов и арыков, горные склоны с зарослями фисташки и травянистых однолетников в долинах Пянджа, Вахша, Кафирнигана, Яхсу, притоков Варзоба, окрестностях кишлаков Бальджувон, Чубек, посёлков Дангара, Пархар, заповедниках «Дашти Джум» и «Тигровая балка», Истаравшанском районе Согдийской области. Численность: В 1950-х годах в среднем наблюдалось 5—7 особей на маршруте 1—7 км. В последние годы из-за уничтожения пустынных биотопов на аналогичных отрезках фиксируется 1—2 ящерицы.                                                                                             | NE                   | [ 37 ] |
|                                                       | Пустынный гологлаз (Ablepharus deserti)                                                        | EN. Вымирающий Распространение: Долинные, предгорные и горные районы северо-западного Таджикистана на высотах 300—2100 м над уровнем моря со скалистыми склонами, зарослями арчи, садов, хлопковых полей, арыков. В прошлом вид населял окрестности Худжанда, Канибадама и Истаравшана, сёл Аштского района, Исфисор, Дехмой, заказник Кусавлисай, встречался на Кураминском хребте, перевале Шахристан. Численность: В 1950-х годах в Аштском районе в среднем наблюдалось 15—20 особей на 12—18 км. В последние годы численность резко сократилась. | LC                   | [ 38 ] |